# If We Are the Body
"If We Are the Body" é uma canção gravada pela banda Casting Crowns.
É o single de estreia do álbum de estreia lançado a 7 de outubro de 2003, Casting Crowns.